# NISC
No instruction set computing (NISC)는 컴파일러가 하드웨어 자원에 대한 낮은 수준의 제어를 할 수 있도록 허용함으로써 매우 효율적인 커스텀 프로세서와 하드웨어 가속기를 설계하기 위한 컴퓨팅 구조이자 컴파일러 기술이다.
NISC는 VLIW 프로세서의 뒤를 잇는다. NISC에서 컴파일러는 데이터 경로의 동작에 대한 수평적, 수직적 제어를 취할 수 있다. 그러므로 하드웨어는 더 단순하다. 그러나 제어에 필요한 메모리 크기는 이전 세대보다 더 크다. 이 문제를 해결하기 위해 부하가 적은 압축 기법이 사용될 수 있다.

## 개요
NISC는 SSHNA(statically-scheduled horizontal nanocoded architecture)에 속한다. "statically scheduled"(정적 스케줄링)의 의미는 운영 스케줄링이나 위험 관리가 컴파일러에 의해 수행됨을 뜻한다. "horizontal nanocoded"(수평적 나노코드)의 의미는 NISC가 어떠한 명령어 집합이나 마이크로코드를 미리 정의해놓지 않았다는 것을 뜻한다.

## 추가 문헌
- Chapter 2. Henkel, Jörg; Parameswaran, Sri (2007년 8월 24일). 《Designing Embedded Processors: A Low Power Perspective:》 (영어). Springer. ISBN 978-1402058684.

## 같이 보기
- C to HDL